# Uniatycze
Uniatycze – wieś na Ukrainie w rejonie drohobyckim należącym do obwodu lwowskiego.
Gniazdo rodziny Uniatyckich herbu Sas. pod koniec XIX w. na obszarze dworskim znajdowała się karczma Zabawa.